# 불가사리 (1990년 영화)
《불가사리》(영어: Tremors)는 미국에서 제작된 론 언더우드 감독의 1990년 괴수 코미디 공포 영화이다. 케빈 베이컨, 프레드 워드, 핀 카터, 마이클 그로스, 리바 매킨타이어 등이 출연하였고, 브렌트 매덕이 제작에 참여하였다.
프랜차이즈화되었으며, 속편 《불가사리 2》(1996)로 이어진다.

## 줄거리

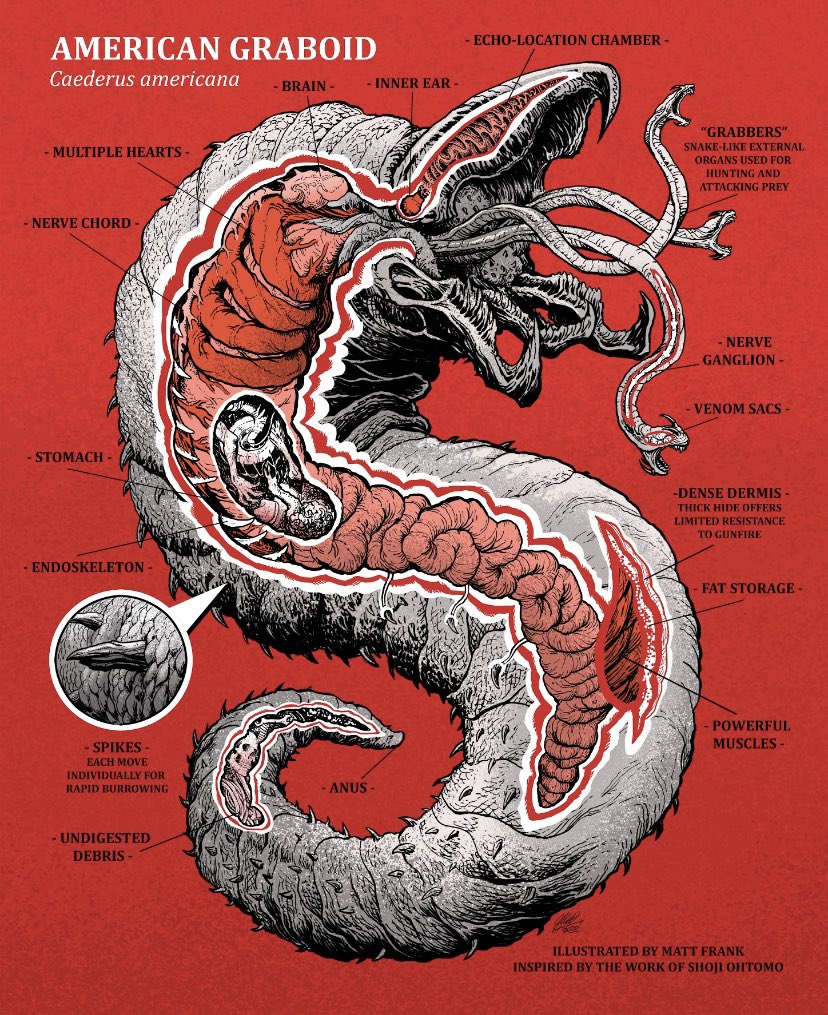
맷 프랭크가 그린 그래보이드.

네바다주 시에라네바다산맥 동쪽 고지대 사막에 위치한 가상의 외딴 마을 퍼펙션에 사는 잡역부 밸과 얼은 주민들이 연속해서 잔인하게 살해된 모습으로 발견되자 연쇄살인범 소행으로 의심한다. 이를 당국에 신고하려 하지만 전화는 불통이고, 외부로 나가는 유일한 길도 낙석으로 막혀버린다.
이들은 말을 타고 인근 마을 빅스비에 도움을 청하러 갔다가 땅바닥에서 솟아난 거대 괴물과 마주친다. 땅속에서 굴을 파고 돌아다니는 이 괴물은 눈이 없고 뱀처럼 움직이는 촉수가 달린 혀를 가졌으며 전체 윤곽은 벌레를 닮았다. 퍼펙션 일대에서 지진계 측정을 수행하는 지진학 전공 대학원생 론다는 이 괴물이 지진 진동을 감지해 먹이를 사냥하는 것 같다고 추정한다. 생존자들은 이 괴물에게 그래보이드라는 이름을 붙이고 지혜를 모아 대항해나간다.

## 출연
- 케빈 베이컨 - 밸런타인 "밸" 매키 역
- 프레드 워드 - 얼 배싯 역
- 핀 카터 - 론다 러벡 역
- 마이클 그로스 - 버트 거머 역: 음모론자, 생존주의자.
- 리바 매킨타이어 - 헤더 거머 역: 생존주의자.
- 보비 저코비 - 멜빈 플러그 역
- 샬럿 스튜어트 - 낸시 스턴굿 역
- 아리애나 리처즈 - 민디 스턴굿 역
- 토니 제나로 - 미겔 역: 지역민.
- 리처드 마커스 - 네스터 커닝햄 역: 지역민.
- 빅터 웡 - 월터 창 역: 잡화점 주인.
- 콘래드 바크먼 - 짐 월리스 의사 역
- 비비 베시 - 메건 월리스 역
- 선샤인 파커 - 에드거 딤스 역: 지역민.

## 기타 제작진
- 라인 제작: 지니 뉴전트
- 협력 제작: 엘런 콜렛
- 배역: 팸 딕슨
- 미술: 이보 크리스탄테
- 의상: 애비게일 머리

## 속편
다섯 편의 속편 《불가사리 2》, 《불가사리 3 》(2001), 《불가사리 5》(2015), 《불가사리 6》(2018), 《Tremors: Shrieker Island》(2020)와 한 편의 프리퀄 《불가사리 4》(2004)가 비디오 영화로 출시되었다. 마이클 그로스가 프랜차이즈 영화 일곱 편에 전부 출연하면서 연속성을 확보하였다.
2003년 비록 1 시즌에 그쳤으나 동명 텔레비전 시리즈까지 방영되었으며, 이 시리즈에도 그로스가 주연 중 하나로 출연하였다. 그 외에 마샤 스트래스먼, 딘 노리스 등이 주연진에 포함되었다.
2015년 11월 28일 블럼하우스 프로덕션스에서 케빈 베이컨이 다시 주인공을 맡는 텔레비전 시리즈가 만들어진다는 보도가 나왔으나 2016년 9월 제작 주체가 아마존 프라임 비디오로 이동되었고, 2017년 6월 다시 Syfy로 옮겨졌다. 2018년 4월 18일 베이컨은 본인 인스타그램을 통해 Syfy에서 제작 계획을 취소했다고 밝혔다.

## 대중문화에서
- 제임스 건의 영화 《슬리더》(2006)에서 언급되었으며, 이 영화의 배경인 가상 마을에 세워진 고등학교 이름은 프레드 워드의 배역명에서 따온 "얼 배싯"이다.[11]

## 우리말 녹음
| KBS 성우진 (1995년 8월 19일) - 최병상 - 밸 (케빈 베이컨) - 장광 - 얼 (프레드 워드) - 강희선 - 론다 (핀 카터) - 김정호 - 버트 (마이클 그로스) - 김정희 - 헤더 (리바 매킨타이어) - 주호성 - 월터 (빅터 웡) - 김일 - 멜빈 (보비 저코비) - 김순영 - 민디 (아리애나 리처즈) - 노민 - 미겔 (토니 제나로) - 이근욱 - 네스터 (리차드 마커스) - 김계원 - 짐 (콘래드 바크먼) - 김정미 - 낸시 (샬럿 스튜어트) | KBS 제작진 - 녹음 - 박용규 - 그래픽 - 박한영, 박소영 - 편집 - 이규헌, 심영보, 이윤주 - 번역 - 임일숙 - 연출 - 이재길 - 우리말제작 - KBS 영상사업단 |  |

## 같이 보기
- 생존 영화
- 듄 (소설)